# (9718) Gerbefremov
(9718) Gerbefremov es un asteroide perteneciente al cinturón de asteroides, descubierto el 16 de diciembre de 1976 por la astrónoma soviética Liudmila Chernyj desde el Observatorio Astrofísico de Crimea.

## Designación y nombre
Designado provisionalmente como 1976 YR1. Fue nombrado Gerbefremov en honor al ingeniero y profesor ruso Guérbert Aleksándrovich Efrémov.